# Nierostowo
Nierostowo is een plaats in het Poolse district  Chojnicki, woiwodschap Pommeren. De plaats maakt deel uit van de gemeente Konarzyny en telt 80 inwoners.